# Бантвил
Бантвил (фр. Bantheville) насеље је и општина у североисточној Француској у региону Лорена, у департману Меза која припада префектури Верден.
По подацима из 2011. године у општини је живело 131 становника, а густина насељености је износила 9,17 становника/km². Општина се простире на површини од 14,28 km². Налази се на средњој надморској висини од 250 метара (максималној 277 m, а минималној 194 m).

## Демографија
| 1962. | 1968. | 1975. | 1982. | 1990. | 1999. | 2011. |
| ----- | ----- | ----- | ----- | ----- | ----- | ----- |
| 123   | 144   | 128   | 133   | 139   | 140   | 131   |

График промене броја становника у току последњих година